# Csomaköz
Csomaköz (románul: Ciumești, németül: Schamagosch) falu Romániában, Szatmár megyében, Nagykárolytól délnyugatra.

## Fekvése
A település a Nyírség déli részén és Szatmár megye nyugati részén található. A nyírségi homokterület és a termékeny síkság találkozásánál fekvő község területe egészen a magyar-román országhatárig nyúlik. Csomaköz község 50 km-re található a megyeszékhelytől, Szatmárnémetitől és Nagykárolytól 13 km távolságra. A korábban önálló település 2004-ben lett megint az, amikor a község levált Szaniszlóról Bere faluval együtt.

## Lakossága
A 2002-es népesedési összeírás során a községhez tartozó településekben összesen 1435 lakos élt, Csomaközben 1238-an, a vele szinte teljesen egybenőtt Berén pedig 197-en laktak. Lakóinak többsége magyar, hiszen csak 126 helybeli vallotta magát románnak és 46 fő németnek. A 2011-es részleges népszámlálási adatok szerint Csomaköz 1401 lakosából a többség 1282 fő magyar anyanyelvű, míg mindössze 119 fő vallotta magát román anyanyelvűnek.

## Története
A régészeti leletek tanúsága szerint régóta lakott hely. Bronzkori leletek mellett vaskori kelta leletegyüttest is feltártak. Az 1960-as években egy fejedelmi sírból a világon ritkaságnak számító, madárral díszített kelta sisak került elő. A megtalált 35 sírból álló temető közelében egy település nyomait is felfedezték.
Csomaközt a 13. században 1306-ban Terra Warchamakuz és Terra Chamakuz szomszédok mellett, mint harmadik települést említették. A középkorban három Csomaköz volt Nagycsomaköz, Kiscsomaköz és Várcsomaköz. A Kaplony nemzetség birtokolta egykor, melyből a későbbi birtokosai, a Csomaközyek is származtak és ennek a családnak a nevéből származtatják a település nevét is. Rajtuk kívül még a rokon Károlyi, Vetési és Bagosi családok is birtokolták. 1407-ben a Károlyiak Nagycsomaközt elzálogosították a Báthoryaknak. 1419-ben a Károlyiak új királyi adománylevelet kapnak birtokukra. 1435-ben a Bagossyak a Vetéssyekkel osztoztak meg itteni részükön. 1407-ben a Károlyiak Nagycsomaközt elzálogosították a Báthoryaknak. 1419-ben a Károlyiak új királyi adománylevelet kaptak birtokukra. 1435-ben a Bagossyak a Vetéssyekkel osztoztak meg itteni részükön. 1464-ben a Gyermekerdő nevű részről említik, hogy a terület Kiscsomaköz-höz tartozik, és Vetéssy Miklós birtoka. 1468-ban Károlyi László zálogosítja el itteni részét Endrédi Nagy Ferencnek. 1477-ben a Dengelegieké, akik visszaadták a Károlyiaknak zálogban levő részeiket, és a Károlyiaké maradt a 16–17. században is. 1518-ban a Báthoryak szerették volna megszerezni, de a Károlyiak ennek ellentmondtak. 1544-ben Bácsmegyei Benedek nyert itt részbirtokot, 1614-ben pedig Pyxendorfi Ruebel Györgynek volt itt részbirtoka.
1768-ban a Csomaközy család férfi ágon kihalt, leányágon a báró Mészáros család kapta meg a területet. Mészáros János katolikus lakosokat telepített ide és az ő nevéhez fűződik az itteni sikeres sváb telepítés is. A 20. század elején legjelentősebb birtokosai a Dégenfeldek voltak. Dégenfeld Józsefnek egyik gazdag birtokosnak itt szép emeletes kastélya is volt. Rajta kívül a Buttán János, Bay Mihály és Solymossy István volt tehetős birtokos. Mint az összes sváb lakosú települést, Csomaközt is érintette az 1945-ös sváb deportálás, melynek során másfélszáz lakost hurcoltak a Szovjetunióba, közülük többen nem térhettek már vissza, számuk a folyamatos kivándorlás miatt még jobban lecsökkent.

## Napjainkban
A községben a mezőgazdaság a legfőbb jövedelemforrás, melynek virágzó társulása a „Schamagosch Mezőgazdasági Társulás” növénytermesztéssel és állattenyésztéssel egyaránt foglalkozik. Termesztenek szőlőt, boraik nemcsak a helyi borversenyeken, hanem Erdély szerte is megállják helyüket.

## Neves épületei
Több évszázados történelmének néma ismerője református temploma, mely korábban a katolikusoké volt. A 15. századi gótikus építménynek tornya nincs, a 19. században épült fa haranglába előcsarnokként is szolgál. A hívek megfogyatkozása miatt nincs használatban, állaga erősen leromlott.A 2013/14 évi helyreállítás nyomán a szerkezeti
megerősítés és új fedélszék kialakítása mellett a templom visszakapta középkori jegyeit, eredeti szépségében látható és látogatható. Harangtornyát kicsit távolabbra költöztették át a monumentális
nyugati kapu elől. Mivel istentiszteleteket itt már nem tartanak, templom- és helytörténeti kiállítás kapott benne helyet és lehetővé vált a hajó alatti, helyreállított két újkori kripta látogathatóvá tétele.  Ortodox temploma 1838-ban épült, Mihály arkangyal és Gábor arkangyal tiszteletére szentelték fel. A római katolikus egyház gyülekezete a legnépesebb, temploma 1856-ban épült, I. (Szent) István király tiszteletére szentelték fel. Két római katolikus kápolnája van a két temetőben, egyiket Sarlós Boldogasszony, a másikat Loyolai Szent Ignác tiszteletére szentelték fel.

## Polgármesterek
- 2004-2008: Löchli Mihály (RNDF)
- 2008-2012: Schwarczkopf János (RNDF)
- 2012-2016: Löchli Mihály (RNDF)
- 2016-tól: Schwarczkopf János (MPP)